# Gotcha!
Gotcha!: Uma Arma do Barulho é um filme de ação e espionagem estadunidense produzido em 1985, estrelado por Anthony Edwards e Linda Fiorentino. O filme é dirigido por Jeff Kanew, o mesmo de Revenge of the Nerds de 1984.
O filme teve mais tarde um jogo eletrônico para Nintendo Entertainment System para uso com a pistola de luz Zapper, chamado Gotcha! The Sport!. A Toyline baseou-se àquele popular que o personagem Jonathan Moore (Anthony Edwards) joga nos campos universitários.

## Elenco
- Anthony Edwards como Jonathan Moore
- Linda Fiorentino como Sasha Banicek/Cheryl Brewster
- Nick Corri como Manolo
- Alex Rocco como Al Moore
- Marla Adams como Maria Moore
- Klaus Löwitsch como Vlad
- Bata Kameni
- Christopher Rydell como Bob Jensen
- Brad Cowgill como Reilly
- Lizer Kari como Muffy
- David Wohl como Professor
- Irene Olga López como Rosário
- Christie Claridge como Aluna
- Reggie Thompson como Guarda do Posto de Checagem (Exército dos EUA).

## Sinopse
O estudante universitário Jonathan Moore joga "Gotcha" (diversão popular nos campos do país em meados da década de 1980, conhecido também como "Assassino!" ou "Tag"), cuja regras consistem em estudantes jogadores caçarem uns aos outros e eliminarem seus alvos disparando uma arma de tinta, do tipo usada em paintball. Nas férias, Moore e seu companheiro de apartamento, Manolo, viajam até Paris, França, e depois pretendiam conhecer a Espanha. Mas numa cafeteria parisiense, Moore conhece a estudante da Tchecoslováquia Sasha Banicek e inicia um romance com ela. Até que a moça avisa que deve realizar um trabalho em Berlim. Moore desiste de ir até a Espanha e resolve acompanhá-la, mas começa a perceber que há algo errado quando o destino da moça é na verdade Berlim Oriental, na Cortina de Ferro. A partir daí o romance se torna perigoso e Moore se vê às voltas com uma trama de espionagem internacional.